# Rainstock
Der Rainstock ist ein 1296 m ü. A. hoher Berg südöstlich von Gaming in Niederösterreich.
Der Gebirgsstock wird im Osten von der Erlauf, dem Nestelbergbach und dem Mitteraubach umflossen und im Westen von der Ybbs, dem Lackenbach und dem Mühlbach. Im Zentrum befindet sich der unbewaldete Gipfel, der einen schönen Rundblick, auch auf den südöstlich gelegenen Ötscher, eröffnet. Obwohl viele Wege nicht markiert sind, kann man ihn auf Forststraßen leicht bezwingen, besonders trifft das auf Routen von Süden zu. Die von Gaming führenden Wege sind weitgehend markiert.